# Kotschyella
Kotschyella es un género de plantas fanerógamas de la familia Brassicaceae con 2 especies.
Aceptado por GRIN, en The Plant List lo consideran un sinónimo del género Thlaspi. 

## Taxonomía
El género fue descrito por Friedrich Karl Meyer y publicado en Feddes Repert. 84: 457. 1973.

## Especies
- Kotschyella cilicica (Schott & Kotschy ex Boiss.) F.K. Mey.
- Kotschyella stenocarpa F. K. Mey.